# 立山学
立山 学（たてやま まなぶ、1935年 - 2011年2月24日）は、日本の政治運動家、文筆家。

## 略歴
熊本県菊池市生まれ。1959年九州大学経済学部卒業、在学中から日本社会党青年部で活動。1960年安保闘争の最中、雑誌『社会主義』（社会主義協会）の編集者となる。
社青同（日本社会主義青年同盟）港支部（東京）を組織。浅沼社会党委員長刺殺抗議デモに参加。三池無期限全面スト支援のため各労組をオルグ。
1961年三池闘争支援のため「三池を守る会」を組織。医療労働者の人権侵害、労働条件改悪に抗議する闘争支援（十仁・愛育・船員・慶応病院など）。
1964年社青同第四回大会で書記長に選出される。1965年反戦青年委員会設立に努める。1967年の社会主義協会分裂に際しては、太田派に属する。
1968年社青同第八回大会で委員長に選出され、1969年社青同第九回大会で退陣。以降は執筆活動が中心となる。
2011年2月24日、口腔癌のため死去。

## 著書
- 『バキューム車奮戦記』創林社 1984
- 『教育市場争奪戦 もう一つの臨教審批判』柘植書房 1986
- 『総評が消える日 「民間先行の労働戦線統一問題」の虚と実』ありえす書房 1987
- 『JRの光と影』1989 岩波新書
- 『JR東海とJR東日本はなぜ戦うのか 対立する企業の論理』光文社(カッパ・ブックス)1991
- 『小説都庁新宿移転』健友館 1991
- 『「国鉄民営分割」五年目の決算 利用者のための鉄道論 ドキュメント』健友館 1992
- 『橋本行革の罪と罰』健友館 1997

### 共編著
- 『JRのゆがんだ「決算」 安全・労働問題を問う!』牛久保秀樹共著 教育史料出版会 1989
- 『野村証券スキャンダルの検証 宴のウラで悪魔が微笑む ドキュメント』水沢渓共著 健友館 1991
- 『「民活」の検証 特殊法人現場からの提言 住宅、原子力、教育費、水資源』特殊法人等労働組合連絡協議会共編 労働旬報社 1991
- 『野村証券VIP口座の真相 ドキュメント』水沢溪共著 健友館 1997